# Arcani (Gorj)
Arcani es una comuna ubicada en el distrito de Gorj, Rumania.

## Superficie
Cuenta con una superficie de 26,97 kilómetros cuadrados.

## Demografía
Hasta 2021 la población era de 1363 habitantes, con una densidad de población de 50,54 habitantes por kilómetro cuadrado.